# 北29線
北29線 汐止-五指山，是位於新北市的一條鄉道，南起新北市汐止區汐止，北至新北市汐止區五指山，全長約13.8公里。

## 路線說明
本線自1961年以降皆編為北29線，惟1961年終點位於康寧街（舊台5線）涵洞。1966年時新編一支線北29-1線，路線名為汐止－萬里，里程3.840Km。1976年將線北29-1線併入，更名為汐止－北港線，里程5.080公里。1983年再改路線名為烘內－汐止線迄今。
新北市
- 汐止區：烘內（起點，瑞松街20巷底）→ 瑞松街20巷 → 汐萬路三段252巷 → 汐萬路 → 汐止（終點，台5甲線岔路）

## 沿線地標、設施
- 四川橋
- 北港國小烘內分班（廢）
- 北港國小
- 烘內派出所
- 汐萬抽水站
- 汐止交流道
- 新北市立圖書館汐止江北分館
- 江北大橋

## 交會公路
- 國道1號
- 台5甲線